# Nikołaj Jermołajew
Nikołaj Dmitrijewicz Jermołajew (ros. Николай Дмитриевич Ермолаев, ur. 1905 w Michajłowce w guberni moskiewskiej, zm. 1958 w Moskwie) – radziecki funkcjonariusz służb specjalnych, wojskowy, generał porucznik.

## Życiorys
Od kwietnia 1919 do września 1920 cenzor cenzury wojskowej przy Radzie Wojskowo-Rewolucyjnej w Jarosławiu, później funkcjonariusz Wydziału Specjalnego Czeki/GPU 18 Dywizji Piechoty i Czeki/GPU guberni jarosławskiej, od marca 1923 do marca 1932 pracował poza służbami specjalnymi, m.in. w fabryce. Od marca 1932 ponownie w OGPU/NKWD, pracownik Wydziału Specjalnego OGPU/NKWD 18 Dywizji Piechoty, od 23 marca 1936 młodszy porucznik, a od 8 lipca 1939 porucznik bezpieczeństwa państwowego, od października 1939 do maja 1940 szef Wydziału Specjalnego NKWD 3 Korpusu Strzeleckiego Leningradzkiego Okręgu Wojskowego, 9 maja 1940 awansowany na starszego porucznika bezpieczeństwa państwowego. Od maja 1940 do lutego 1941 zastępca szefa Wydziału Specjalnego NKWD 8 Armii Nadbałtyckiego Specjalnego Okręgu Wojskowego, od lutego do czerwca 1941 zastępca szefa Wydziału 3 Nadbałtyckiego Specjalnego Okręgu Wojskowego, w czerwcu 1941 mianowany starszym komisarzem batalionowym, w czerwcu-lipcu 1941 zastępca szefa Wydziału Specjalnego NKWD Frontu Północno-Zachodniego, od 6 sierpnia do 13 października 1941 szef Wydziału Specjalnego 48 Armii Frontu Leningradzkiego, od 13 października 1941 do 3 lutego 1942 szef Wydziału Specjalnego NKWD 5 Armii Frontu Zachodniego, 28 grudnia 1941 awansowany na majora bezpieczeństwa państwowego. Od 3 lutego 1942 do 4 kwietnia 1945 szef Wydziału Specjalnego NKWD Floty Czarnomorskiej, 28 września 1942 awansowany na starszego majora bezpieczeństwa państwowego, 14 lutego 1943 komisarza bezpieczeństwa państwowego, a 24 lipca 1943 generałem majorem służby przybrzeżnej. Od 4 kwietnia 1945 do 19 sierpnia 1946 szef Wydziału Kontrwywiadu Smiersz Frontu Nadbałtyckiego, 8 lipca 1945 mianowany generałem porucznikiem służby przybrzeżnej, od 19 sierpnia 1946 do 2 marca 1948 szef Wydziału Kontrwywiadu MGB Floty Południowo-Bałtyckiej, od 2 marca 1948 do 23 stycznia 1950 szef Zarządu MGB Kraju Stawropolskiego, od 23 stycznia 1950 do 29 sierpnia 1951 szef Zarządu MGB Kraju Nadmorskiego, od 29 sierpnia 1951 do 16 marca 1953 szef Zarządu MGB obwodu leningradzkiego. Od 28 kwietnia 1953 do 4 stycznia 1956 szef Wydziału Specjalnego MWD/KGB Zachodniosyberyjskiego Okręgu Wojskowego, od 4 stycznia do 18 sierpnia 1956 szef Zarządu KGB Syberyjskiego Okręgu Wojskowego, potem w dyspozycji Zarządu Kadr KGB ZSRR, 13 września 1956 zwolniony ze służby.

## Odznaczenia
- Order Lenina (29 stycznia 1944)
- Order Czerwonego Sztandaru (trzykrotnie - 15 stycznia 1940, 2 stycznia 1942 i 23 maja 1952)
- Order Kutuzowa II klasy (24 lutego 1945)
- Order Wojny Ojczyźnianej I klasy (27 lutego 1943)
- Order Czerwonej Gwiazdy (6 listopada 1946)
- Odznaka „Zasłużony Funkcjonariusz NKWD” (2 lutego 1942)

I 6 medali.